# Volta a la Província de Lieja
La Volta a la Província de Lieja és una cursa ciclista per etapes que se celebra al juliol a la província de Lieja a Bèlgica. Es va crear al 1962.

## Palmarès
| Any       | Primer                | Segon                | Tercer                 |
| --------- | --------------------- | -------------------- | ---------------------- |
| 1962      | Julien Stevens        | Jos Huysmans         | Georges Van Den Berghe |
| 1963      | Roger Swerts          | Roger Coopmans       | Herman Van Springel    |
| 1964      | Leopold Heuvelmans    | Jean Christiaens     | Alfons Heylen          |
| 1965      | Marcel Van Rooy       | Joseph Henikenne     | Guy Willem             |
| 1966      | Horst Ruster          | André Froidmont      | Marc Sohet             |
| 1967      | Henk Hiddinga         | Johnny Pieters       | Henri Frenay           |
| 1968      | Willy Van Uytsel      | Jozef Pauwels        | Raymond Vanstraelen    |
| 1969      | Jean-Claude Alary     | Hervé Vermeeren      | Marcel Grifnee         |
| 1970      | Marcel Sannen         | Andre Doyen          | Theo Dockx             |
| 1971      | Jan Van De Wiele      | Raymond Vanstraelen  | Ludovic Noels          |
| 1972      | Miloš Hrazdíra        | Bedrick Smetana      | Jiri Mainus            |
| 1973      | Alain Kaye            | Eddy Van Hoof        | Jos Gysemans           |
| 1974      | Henk Smits            | André Coppers        | Alain Kaye             |
| 1975      | Ferdi Van Den Haute   | Pol Verschuere       | Jo Maas                |
| 1976      | René Martens          | Eddy Copmans         | Martin Havik           |
| 1977      | Christian Dumont      | Jo Maas              | Johan van der Velde    |
| 1978      | Daniel Willems        | Paul Jesson          | Maarten de Vos         |
| 1979      | Guy Nulens            | Ronny Van Holen      | Philippe Bodier        |
| 1980      | Derek Hunt            | Luc De Smet          | Berry Zoontjens        |
| 1981      | Herman Winkel         | Johan Lambrechts     | Maarten de Vos         |
| 1982      | Tony De Ridder        | John de Crom         | Peter Harings          |
| 1983      | Rinus Ansems          | Victor Buisman       | Anjo van Loon          |
| 1984      | Jan Siemons           | Uwe Raab             | Bruno Vanweverenbergh  |
| 1985      | Bjarne Riis           | Erik Breukink        | Michael Pape           |
| 1986      | Ton Zwirs             | Rob Kleinsman        | Peter De Clercq        |
| 1987      | Dirk Meier            | Roland Hennig        | Thomas Liese           |
| 1988      | Pierre Duin           | Jean-Luc Trevisiani  | Bart Leysen            |
| 1989      | Dirk Meier            | Raymond Meijs        | Patrick Lonay          |
| 1990      | Thomas Liese          | Olivier Ackermann    | Raymond Meijs          |
| 1991      | Raymond Meijs         | Fabrice Dejardin     | Gino Jansen            |
| 1992      | Allen Andersson       | Michel Lafis         | Denis Minet            |
| 1993      | Aart Vierhouten       | Marc Streel          | Marc Janssens          |
| 1994      | Koos Moerenhout       | Hans van Dijk        | Mario Aerts            |
| 1995      | Stig Guldbæk          | Steven Van Aken      | Peter Van Santvliet    |
| 1996      | Danny In 't Ven       | Daniele De Paoli     | Renaud Boxus           |
| 1997      | Matthé Pronk          | Marcel Duijn         | Nico Vuurens           |
| 1998      | Jurgen Van Roosbroeck | Davy Daniels         | John van den Akker     |
| 1999      | Danny In 't Ven       | Renaud Boxus         | Oliver Penney          |
| 2000      | Oliver Penney         | Thierry De Groote    | Andy Cappelle          |
| 2001      | Stijn Devolder        | David Galle          | Johan Coenen           |
| 2002      | Kevin De Weert        | Pieter Weening       | Philippe Gilbert       |
| 2003      | Johan Vansummeren     | Frederik Veuchelen   | Thomas Dekker          |
| 2004      | Darius Strole         | Grégory Habeaux      | Leonardo Duque         |
| 2005      | Jeroen Boelen         | Jelle van Groezen    | Robert Gesink          |
| 2006      | Kevin Seeldraeyers    | Geert Steurs         | Francis De Greef       |
| 2007      | Ivailo Gabrovski      | Ramūnas Navardauskas | Thomas De Gendt        |
| 2008      | Jan Bakelants         | Jelle Hanseeuw       | Thomas Vedel Kvist     |
| 2009      | Thomas Degand         | Bart De Clercq       | Brian Bulgaç           |
| 2010      | Gilles Devillers      | Sander Cordeel       | Arthur Vanoverberghe   |
| 2011      | Brian Bulgaç          | Clément Lhotellerie  | Tosh Van der Sande     |
| 2012      | Thomas Sprengers      | Walt De Winter       | Clément Lhotellerie    |
| 2013      | Tom David             | Frederik Backaert    | Jérôme Baugnies        |
| 2014      | Wout Van Aert         | Jimmy Janssens       | Gianni Vermeersch      |
| 2015      | Kenneth Van Rooy      | Rob Ruijgh           | Dimitri Peyskens       |
| 2016      | Kevin De Jonghe       | Gianni Marchand      | Jimmy Janssens         |
| 2017      | Jimmy Janssens        | Laurens Sweeck       | Adam Ťoupalík          |
| 2018      | Michiel Dieleman      | Nicolas Cleppe       | Cédric Raymackers      |
| 2019      | Nicolas Cleppe        | Lennert Teugels      | Charlie Meredith       |
| 2020-2021 | no disputada          | no disputada         | no disputada           |
| 2022      | Jason Osborne         | Mauro Verwilt        | Robbe Van Praet        |